# Манфредо Каньї
Манфредо Каньї (італ. Manfredo Cagni, 1834, Асті — 19 лютого 1907, Асті) — італійський генерал та письменник. Батько адмірала та полярного дослідника Умберто Каньї.

## Біографія
Манфредо Каньї народився у 1834 році в Асті. У 1853 році вступив до армії Сардинського королівства у званні молодшого лейтенанта гренадерів. Брав участь у Кримській війні.
У 1859 році у званні лейтенанта брав участь у Другій війні за незалежність у складі 2-го полку «Granatieri di Sardegna». За мужність, проявлену під час битви під Сольферіно, був нагороджений Срібною медаллю «За військову доблесть».
У 1863 році був призначений ад'ютантом принца Умберто, який став хрещеним батьком сина Манфредо, Умберто.
У 1866 році під час Третьої війни за незалежність брав участь у битві при Кустоці, за участь у якій був нагороджений другою Срібною медаллю «За військову доблесть».
Надалі командував 14-им полком «Cavalleggeri di Alessandria», 5-им полком «Lancieri di Novara» і зрештою піхотною бригадою «Абруцці», отримавши звання генерал-майора. У 1887 році був відряджений до Еритреї, де командував 2-ю бригадою експедиційного корпусу. Брав участь у відвоюванні італійських позицій, втрачених після поразки у битві під Догалі.
Після повернення на батьківщину протягом 1890—1894 років командував дивізіями Равенни, Брешії та згодом Верони. Отримав звання генерал-лейтенанта, після чого вийшов у відставку.
Помер в Асті 19 лютого 1907 року.

## Твори
- Il Caleidoscopio, Tipografia G. Brignolo, Asti, 1896.
- Egitto, Carlo Clausen Editore, Torino, 1897.
- Dieci giorni al Montenegro, Casa Editrice Dante Alighieri, Roma, 1899.
- Ricordi, F. Casanova, Torino, 1901.
- Il Libro d'Oro della Vita, Ulrico Hoepli, Milano, 1904.
- Nuvole e Nebbia. Versi, Noseda, Como, 1961.

## Нагороди

### Італійські
- Срібна медаль «За військову доблесть» (нагороджений двічі)
- Пам'ятна медаль за участь в Третій війні за незалежність
- Пам'ятна медаль за кампанії в Африці
- Медаль «В пам'ять об'єднання Італії»
- Кавалер Ордена Святих Маврикія та Лазаря

### Іноземні
- Кримська медаль (Велика Британія)
- Орден Меджида (Османська імперія)
- Орден Данеброг (Данія)
- Орден Червоного орла (Пруссія)
- Орден Почесного легіону (Франція)